# Samuel Augustus Gilbert
Samuel Augustus Gilbert (né le 15 août 1825 à Zanesville, en Ohio, et décédé le 9 juin 1868 à Saint Paul au Minnesota) est un brigadier-général de l'Union. Il est enterré à Saint Paul, État du Minnesota.

## Avant la guerre
Samuel Augustus Gilbert est ingénieur au service d'étude côtière (U. S. Coast Survey service).

## Guerre de Sécession
Samuel Augustus Gilbert est nommé commandant du 24th Ohio Volunteer Infantry le 10 juin 1861.
Il est promu lieutenant-colonel le 22 juin 1861. Le 15 octobre 1861, il est nommé colonel du 44th Ohio Volunteer Infantry. Il participe à la bataille de Lewisburg.
En janvier 1864, il est affecté au 8th Ohio Cavalry. Il quitte le service actif le 20 avril 1864 pour des raisons de santé. Il est breveté brigadier général le 13 mars 1865 pour services fidèles et méritants au cours de la guerre.

## Après la guerre
Samuel Augustus Gilbert reprend ses activités au U.S. Coast Survey.